# Бурџ ел Араб
Бурџ ел Араб (арап. برج العرب; срп. Торањ Арапа) је високолуксузни хотел саграђен у Дубаију у Уједињеним Арапским Емиратима. Висока 321 м, ово је пета по висини завршена зграда коришћена искључиво у хотелско-угоститељске сврхе. Хотел је саграђен на вештачком острву удаљеном 280 м од Џумеира плаже, до којег се долази посебним мостом. Процењује се да је изградња овог здања, које је наручио Заид бен Султан, коштала око 650 милиона америчких долара.

## Локација
Област уз плажу где се налазе Бурџ ел Араб и Џумеира плажа хотел раније се звала Чикашка плажа. Хотел се налази на острву обновљеног земљишта, 280 m (920 ft) од обале од плаже бившег хотела Чикашка плажа. Некадашњи хотел је срушен током изградње Бурџ ел Араба. Име локалитета потиче од компаније Chicago Bridge & Iron Company, која је својевремено заваривала џиновске плутајуће резервоаре за складиштење нафте, локално познате као Казани, на том месту.

## Пројектовање и изградња
Бурџ ел Араб је дизајнирала мултидисциплинарна консултантска кућа Аткинс, коју води архитекта Том Рајт. Дизајном и изградњом руководио је канадски инжењер Рик Грегори, такође из ВС Аткинса. Изградња острва почела је 1994. године и укључивала је до 2.000 грађевинских радника током врхунца изградње. Оно је изграђено да личи на валовито једро спинакера јахте Ј класе. Два „крила” се шире у „V” облику и формирају огроман „јарбол”, док је простор између њих затворен у масивни атријум. Постављање високе зграде на засићеном тлу и новост пројекта захтевали су револуционарну динамичку анализу и пројектовање како би се узела у обзир интеракција између тла и структуре, утицај воде, јаких ветрова и хелиодрома између осталих оптерећења, да би се помогло финализацији дизајна и спровођењу пројекта у изградњу.
Хотел је изградио јужноафрички грађевински извођач Мари & Робертс, сада преименован у Конкор и Ал Хабтур инжењеринг. Дизајн ентеријера су водили и креирали Куан Чу и Џон Коралан из KCA интернашонал, а испоручила га је Депа група из УАЕ.
Зграда је отворена 1. децембра 1999. године.
Хелиодром хотела је дизајнирала ирска архитекткиња Ребека Гернон. Хелиодром се налази изнад 59. спрата зграде и коришћен је као стаза за тркачке аутомобиле, боксерски ринг, тениски меч и скакаоница за највиши скок змаја у историји.

## Изградња
Изградња Бурџ ел Араба започета је 1994. године и трајала је 6 година. Грађена је по узори на изглед Доуа, арапског брода. Архитекта Том Рајт је изјавио: „Клијент жели зграду која ће постати икона или симбол Дубаија; она је врло слична Опери у Сиднеју или Ајфеловом торњу у Паризу. Потребно је да зграда постане синоним за име земље“.
Архитекти и инжењери пројекта били су из једног од највећих светских пројектантских бироа на свету, Аикса. За изградњу хотела ангажована је јужноафричка компанија Murray & Roberts. Утрошено је око 650 милиона америчких долара за изградњу Бурџ ел Араба, што га сврстава у групу најскупљих хотела икада.

### Вештачко острво
Хотел се налази на вештачком острву саграђеном 280 m од обале, чији је главни инжењер био Мајк Мекниколус.
Пројекат је почео да се реализује новембра 1994. Од самог почетка конструктори су били суочени за низом потешкоћа. Султан је захтевао да се хотел изгради на вештачком тлу од песка и камена који не сме бити превисок. Због близине границе афричке тектонске плоче, морских струја и ветрова, постојао је велики ризик да острво буде потопљено услед непредвидљивог времена.
Пошто султан није дозвољавао да се висина острва повећа, конструктори су први пут у свету употребили шупље бетонске блокове, који знатно смањују јачину таласа и спречавају ерозију острва. Пешчано острво окружено камењем, тешко и по неколико тона, поплочано је шупљим блоковима, чиме је безбедност знатно повећана уз задржану планирану висину. Градња острва је трајала скоро три године.

### Облакодер
Градња самог хотела почела је после више од три године од почетка реализације султановог плана. Архитекте су имали задатак да конструишу облакодер који ће постати синоним за Дубаи и њен препознатљиви знак. Инспирацију за изглед Бурџ ел Араба, Том Рајт је добио из доуа, препознатљивог арапског брода. Хотел је изграђен у облику латиничног слова В и са једне стране повезан је такозваним јарболом. Друга страна, окренута према обали, повезана је тефлонским платном које је пресвучено стакленим влакнима.

### Собе и цене
Торањ Арапа нема у понуди класичне собе. Џумеира група (Jumeirah Group) је задужена за управљање апартманима. У понуди су високо луксузни апартмани који имају укупно 202 собе. Апартмани су изграђени као дуплекси и сваки поседује по неколико телефона, ТВ уређаја а најскупљи имају и сопствени лифт. Најмањи апартман простире се на 169 m² док највећи заузима 780 m². Цена ноћења износи од 1.000 америчких долара за најјефтинији апартман па до 28.000 америчких долара за Краљевски апартман. То је уједно и један од најскупљих хотела на свету. И поред високе цене попуњеност хотела износи од 80 до 94%.

### Ресторани
Један од ресторана хотела је и Ел Мунтаха (Највиши) који се налази на 200 m изнад Персијског залива, са ког се пружа панорамски поглед на Дубаи. Подупрт је конзолама дугим 27 m за јарбол и до њега се стиже панорамским лифтом. Главни кувар Ел Махаре, Edah Semaj Leachim добитник је признања за Кувара године за 2006. и поседује сопствени ресторан у склопу Бурџ ел Араба.
Други значајнији ресторан је Ел Махара (Острог), до којег се долази симулираном подморницом. У склопу ресторана налази се и акваријум од преко 1.000.000 литара морске воде. Због великог притиска дебљина стакла акваријума износи 18 cm. Ел Махари је према критикама америчког магазина, Condé Nast Traveler, сврстан у 10 најбољих ресторана света.

## У популарној култури
Последње поглавље шпијунског романа Аномалије перформанси одвија се на врху Бурџ ел Араба, где шпијунски протагониста Коно 7Q открива да је путем смртоносне издаје његов шпијунски непријатељ Катерина доспела у највиши ешалон владе Казахстана. Хотел се такође може видети у Сиријани, као и неким боливудским филмовима.
Ричард Хамонд је укључио зграду у своју телевизијску серију, Инжењерске везе Ричарда Хамонда. Бурџ ел Араб служи као насловна слика за албум Океанске очи из 2009. године пројекта Совин град. Бурџ ел Араб је био место последњег задатка пете епизоде прве сезоне кинеског издања Невероватне трке, где су тимови морали да очисте собу према стандардима хотела.
Зграда је представљена у роману Шест светих каменова Метјуа Рајлија, где пилот камиказа обара авион у хотел, уништавајући га у покушају да убије протагонисту, Џека Веста млађег. Зграда је била локација главног изазова девете епизоде канадско-америчке анимиране телевизијске серије: Total Drama Presents: The Ridonculous Race, где су такмичари имали задатак да или врате сервирање тениског робота на хотелском хелипаду, или да обришу читав стуб прозора хотела.

### Видео и фотографије
- Видео обилазак унутрашњости хотела
- фотографије и детаљи са

### Мапе и сателитски снимци
- Google Earth Архивирано на веб-сајту  (15. мај 2008) 3D модел Бурџ Ал Араба
- Гугл мапе сателитски снимци Бурџ ал Араба

### Хелиодром
- Тенис на Бурџ ал Арабу